# Ефект Блажка

Крива блиску зорі RR Ліри : залежність видимої зоряної величини від фази пульсації.

Ефект Блажка (іноді називають довгоперіодичною модуляцією) — варіація періоду та амплітуди кривої блиску в деяких змінних зір типу RR Ліри. Цей ефект вперше помітив Сергій Блажко у 1907 році у зорі RW Дракона. У цих зір спостерігається відхилення моментів максимумів блиску від лінійної формули в той чи інший бік — вони або випереджають ефемериди або запізнюються. Синхронно змінюється й форма кривої блиску. Особливістю ефекту Блажка у зір типу RR Ліри є те, що період ефекту приблизно на два порядки більший за період основного коливання. Наприклад, у двох зір, відкритих Блажком, ці періоди такі: P=0d,4665; П = 57d,24 у XZ Лебедя і P=0d,4429; П = 41d,72 у RW Дракона. Ефект Блажка спостерігається й у прототипа класу — змінної RR Ліри. Найкращий[ненейтрально] приклад ефекту Блажка виявили у 2000 році  Шмідт та ін. у змінної V422 Геркулеса: її амплітуда в променях V змінюється від 0,27m до 1,39m. За великої амплітуди зоря показує характерну для її періоду криву типу RRa, тоді як за малої амплітуди крива блиску нагадує тип RRc.
Спостереження викликають враження, що при ефекті Блажка відбувається «биття» двох коливань із близькими періодами. Деякий час таку інтерпретацію ускладнював висновок, зроблений В.П.Цесевичем та Б.А.Устиновим у 1950-ті рр. Вони докладно вивчили зміни блиску трьох змінних типу RR Ліри з ефектом Блажка й дійшли висновку, що зміни форми кривої блиску не можуть бути пояснені як результат биття двох різноперіодичних елементарних коливань. Як згодом з'ясувалося, цей висновок ґрунтувався на непорозумінні. Цесевич та Устинов намагалися просто складати зміни блиску, а у пульсуючої зорі складаються зміни радіусу, на які накладаються зміни температури. Залишається незрозумілим, чому у зір, що мають ефект Блажка, можуть бути одночасно збуджуватися коливання з двома дуже близькими періодами (для AR Геркулеса, однієї з зір, що вивчалися Цесевичем і Устиновим, у биттях мають брати участь коливання з P0 =0d,470 та P1 =0d,463). Теорія не передбачає співіснування таких коливань. Одночасна нестабільність в основному тоні і в першому обертоні радіальних пульсацій давала б биття приблизно на 4:3, як це спостерігається у зір типу RR(B) і деяких змінних типу δ Щита. Із численних пояснень ефекту, що пропонував Блажко, видаються найбільш привабливими ті, в яких застосовується уявлення про роль обертання й магнітного поля спостережних явищах. 1987 року Ю. C. Романов та ін. виконали спектральні спостереження RR Ліри й виявили в неї змінність магнітного поля з періодом пульсацій, а також залежність усередненої за циклом пульсацій інтенсивності магнітного поля від фази ефекту Блажка. Зв'язок із фазою ефекту Блажка виявлено й для сили ліній деяких елементів. У цьому є схожість між зорями типу RR Ліри з ефектом Блажка та магнітними змінними типу α2 Гончих Псів. Однак, результат Романова потребував перевірки.
Фізика, що стоїть за ефектом Блажка, активно дискутувалася на початку 2000-х. Існують три основні гіпотези[джерело?]. 
- У першому випадку, так званої резонансної моделі, причиною модуляції є нелінійний резонанс, як основного, так і першого обертона режиму пульсації зорі і вищої моди[5] [6].
- Друга гіпотеза, відома як магнітна модель, передбачає, що зміна зумовлена нахилом магнітного поля до осі обертання, що деформує основну радіальну моду[7].
- Третя модель передбачає, що цикли в конвекції викликають чергування та модуляції[8].

Дані, засновані на спостереженнях космічного телескопа «Кеплер», свідчать, що модуляція двопроменевої кривої блиску при ефекті Блажка обумовлена подвоєнням періоду. Багато зір типу RR Ліри мають період змінності близько 12 годин, а наземні астрономи зазвичай роблять нічні спостереження з періодом 24 години: таким чином, подвоєння періоду призводить до максимумів яскравості під час нічних спостережень, які суттєво відрізняються від денного максимуму.